# ستيف جليسون
ستيف جليسون (بالإنجليزية: Steve Gleason)‏ هو لاعب كرة قدم أمريكية أمريكي، ولد في 19 مارس 1977 في سبوكين في الولايات المتحدة.

## وصلات خارجية
- ستيف جليسون على موقع مرجع كرة القدم المحترفة.كوم (الإنجليزية)
- ستيف جليسون على موقع ميوزك برينز (الإنجليزية)